# Eupelmus ashmeadi
Eupelmus ashmeadi är en stekelart som beskrevs av Axel Leonard Melander och Charles Thomas Brues 1903. Eupelmus ashmeadi ingår i släktet Eupelmus och familjen hoppglanssteklar. Inga underarter finns listade i Catalogue of Life.